# Sant Miquel Sacot
Sant Miquel Sacot är en ort i Spanien.   Den ligger i provinsen Província de Girona och regionen Katalonien, i den östra delen av landet, 500 km öster om huvudstaden Madrid. Sant Miquel Sacot ligger 748 meter över havet och antalet invånare är 132.
Terrängen runt Sant Miquel Sacot är huvudsakligen kuperad. Sant Miquel Sacot ligger uppe på en höjd. Runt Sant Miquel Sacot är det ganska glesbefolkat, med 42 invånare per kvadratkilometer. Närmaste större samhälle är Olot, 6,4 km nordväst om Sant Miquel Sacot. I omgivningarna runt Sant Miquel Sacot växer i huvudsak blandskog.